# State Farm Insurance
State Farm Insurance es una empresa estadounidense de seguros. Tiene su sede en Bloomington, Illinois. State Farm es la empresa de seguros de automóviles más grande de los Estados Unidos.